# میان‌رودان (ازنا)
میان‌رودان روستایی از توابع بخش مرکزی شهرستان ازنا در استان لرستان ایران است.

## جمعیت
این روستا در دهستان سیلاخور شرقی قرار دارد و بر اساس سرشماری مرکز آمار ایران در سال ۱۳۸۵، جمعیت آن ۱۶۸ نفر (۳۵ خانوار) بوده‌است.